# Henry Soum
Henry Soum (* 29. Dezember 1899 in Carcassonne, Frankreich; † 24. August 1983 in Aix-en-Provence, Frankreich) war ein monegassischer Politiker.
Er war vom 15. November 1953 bis zum 12. Februar 1959 Staatsminister des Fürstentums Monaco.